# Би Вэньцзин
Би Вэньцзин (кит. упр. 毕文静, пиньинь Bì Wénjìng; род 28 июля 1981) — китайская спортивная гимнастка. Серебряная медалистка Олимпийских игр 1996 года в Атланте на брусьях. Двукратная бронзовая медалистка Чемпионата мира 1997 года в Лозанне - в командном первенстве и на брусьях.